# Cryptocanthon punctatus
Cryptocanthon punctatus är en skalbaggsart som beskrevs av Cook 2002. Cryptocanthon punctatus ingår i släktet Cryptocanthon och familjen bladhorningar. Inga underarter finns listade i Catalogue of Life.